# Список послов России в Абхазии
В статье представлен список послов России в Абхазии.

## Хронология дипломатических отношений
- 26 августа 2008 года — Россия признала Абхазию.
- 9 сентября 2008 года — установлены дипломатические отношения.
- 30 апреля 2009 года — открыто посольство России в Абхазии.
- 17 мая 2010 года — открыто посольство Абхазии в России.

## Список послов
| Срок полномочий                 | Посол                         | Годы жизни | Вручение верительных грамот | Комментарии                  |
| ------------------------------- | ----------------------------- | ---------- | --------------------------- | ---------------------------- |
| 25 октября 2008 — 30 марта 2018 | Семён Вячеславович Григорьев  | 1960—      | 16 декабря 2008             |                              |
| 30 марта 2018 — 17 марта 2022   | Алексей Аркадьевич Двинянин   | 1967—      | 15 мая 2018                 |                              |
| 17 марта — 31 мая 2022          | Максим Вадимович Литвинов     | 1980—      | —                           | Временный поверенный в делах |
| 31 мая 2022 — настоящее время   | Михаил Александрович Шургалин | 1957—      | 21 июля 2022                |                              |